# Cirkus (film fra 1936)
 For alternative betydninger, se Cirkus (flertydig). (Se også artikler, som begynder med Cirkus)
Cirkus (russisk: Цирк) er en sovjetisk film fra 1936 instrueret af Grigorij Aleksandrov i Mosfilms studier. Filmens genre er melodrama, komedie og musical. Aleksandrov betegnede filmen som "en excentrisk komedie ... der virkelig kan dele vandene."
Filmens kvindelige hovedrolle blev spillet af Aleksandrovs hustru, den glamorøse og særdeles populære Ljubov Orlova. Filmen indeholder flere sange, der hurtigt blev sovjetiske klassikere. Den mest kendte er "Moderlandets sang" (Широка страна моя родная).
Filmen var den indtil da største kommercielle succes i Sovjetunionen. To uger efter udgivelsen havde mere end 1 million mennesker i Moskva set filmen. Filmen var blandt Stalins favoritter, og det var den sidste film han så.
Filmen havde dansk premiere i april 1937 i biografteatret Nora.
Filmen blev i 2011 genudgivet i en farvelagt version.

## Handling
Orlova spiller en amerikansk cirkusartist, Marion Dixon, der efter at være blevet mor til et barn med en sort mand straks bliver udsat for racisme. Hun må flygte fra en gruppe amerikanere, der vil lynche hende. Hun bliver taget under beskyttelse af en tysk teateragent, hvis moustache og opførsel minder en del om Hitlers. Den tyske teateragent tvinger Dixon til at blive sin elskerinde og udnytter og slår hende.
Da Dixon på et tidspunkt kommer til Moskva på en gæsteoptræden i et cirkus, forelsker hun sig i polarforskeren Ivan Petrovitj Martinov, der hjælper hende med at sætte hendes optræden op. De to bliver forelskede, og den tyske agent bliver rasende. Dixon vil blive i Moskva med Martinov, og efter mange forviklinger lykkes det for Dixon at kunne blive i Moskva, hvor hun har fundet lykken, og hvor befolkningen tager imod hendes farvede barn. I filmens klimaks synges en vuggevise til barnet af repræsentanter fra Sovjetunionens forskellige etniciteter. Filmen slutter med, at Dixon marcherer med sin svigerinde til den årlige majparade under bannere med Lenin og Stalin.

## Medvirkende
- Ljubov Orlova som Marion Dixon
- James Patterson som Jimmy
- Sergej Stoljarov som Ivan Petrovitj Martynov
- Pavel Massalsky som Franz von Kneisсhitz
- Vladimir Volodin som Ludvig Osipovitj